# NGC 3495
NGC 3495 este o galaxie spirală situată în constelația Leul. A fost descoperită în 27 ianuarie 1786 de către William Herschel. Se află la o distanță de 18,54 megaparseci de Pământ.